# NGC 3761
NGC 3761 (również PGC 35933) – galaktyka eliptyczna (E), znajdująca się w gwiazdozbiorze Lwa. Odkrył ją Édouard Jean-Marie Stephan 11 kwietnia 1882 roku. Należy do galaktyk Seyferta typu 2.